# Igeltjärnen (Stigsjö socken, Ångermanland)
Igeltjärnen är en sjö i Härnösands kommun i Ångermanland och ingår i Gådeåns huvudavrinningsområde.